# Viktor Petrovič Makeev
Viktor Petrovič Makeev, in russo Ви́ктор Петро́вич Маке́ев? (25 ottobre 1924 – 25 ottobre 1985), è stato un ingegnere e militare sovietico fondatore della scuola sovietica nella progettazione di missili balistici navali.

## Lavori
Makeev ha progettato tre generazioni di missili balistici lanciati da sottomarini utilizzati dalla marina russa.
Tra questi c'erano:
Prima generazione
- R-11FM - il SLBM sovietico.
- R-13 -
- R-17 - noto nella NATO come Scud-B
- R-21 (SS-N-5 "Sark") - il primo razzo sovietico con lancio sott'acqua (1963)

Seconda generazione
- R-27 - il primo razzo con rifornimento (1968)
- R-27K
- R-29 - il primo SLBM intercontinentale del mondo (1974)

Terza generazione
- R-29R - il primo SLBM intercontinentale dotato di MRV (1977)
- R-39 - il primo SLBM intercontinentale dotato di MIRV (1983)
- R-29RM - un complesso razzo di altissima perfezione tecnica

La scuola di produzione di razzi marini, fondata e diretta da Makeev, ha raggiunto l'eccellenza mondiale in una serie di caratteristiche tattiche e operative di razzi, sistemi di controllo, sistemi di avviamento. Le principali aree di competenza sono:
- Alloggiamento di motori all'interno di serbatoi di carburante o ossidante
- Massimizzazione delle capacità di carico del combustibile nel guscio del razzo
- Utilizzo dell'astrocorrezione nei missili balistici
- Utilizzo di materiali elastomerici nelle zone di ammortamento
- Rifornimento di carburante di serbatoi ampulati

Sotto la sua gestione era l'unico laboratorio / base sperimentale capace di fornire lavorazioni complesse a terra per i razzi.
Nel 1991 gli è stato intitolato il centro statale missilistico Makeyev Rocket Design Bureau, così come un viale a Miass, una strada a Kolomna, ed un vascello della Flotta del Nord. Il busto di Makeev è esposto a Miass e Kolomna.
Diverse università hanno istituito borse di studio in suo onore e la Federazione di astronautica gli ha intitolato una medaglia. Makeev è stato autore di 32 invenzioni e ha pubblicato più di 200 opere stampate, tra cui monografie.

## Premi
- 1959 - Vincitore del Ordine di Lenin
- 1961 - Eroe del lavoro socialista (il più alto riconoscimento civile)
- 1965 - Insignito del Dottorato scientifico tecnico
- 1968 - Accademico, membro della Accademia russa delle scienze
- 1968 - Vincitore del Premio di Stato dell'Unione Sovietica
- 1974 - Eroe del Lavoro Socialista (la più alta onorificenza civile)
- 1978 - Vincitore del premio di stato dell'URSS
- 1983 - Vincitore del premio di stato dell'URSS